# Oghamsteine von Lugnagappul

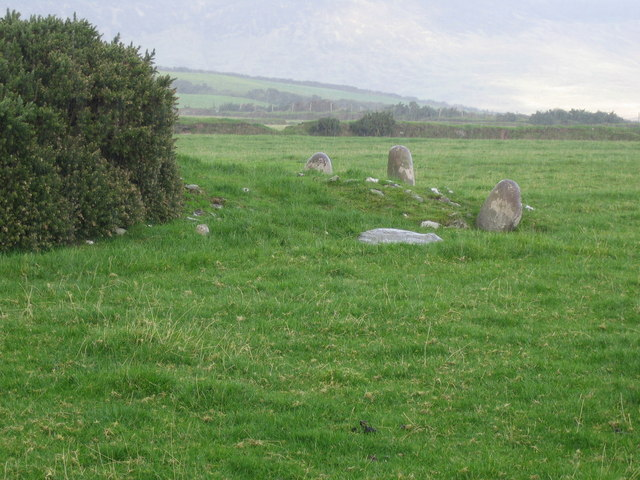
Die Oghamsteine von Lugnagappul

Die Oghamsteine von Lugnagappul stehen auf einem Páirc na Fola (deutsch „Feld des Blutes“) genannten Feld in der Nähe des kleinen Cairns Cnoc na Fola („Hügel des Blutes“), der angeblich die Grabstätte, der in einer Schlacht gefallenen Männer ist. Das Townland Lugnagappul (irisch Log na gCapall, dt. „Höhle der Pferde“) liegt auf der Dingle-Halbinsel, südlich der Straße N86, östlich von Dingle und westlich von Annascaul und gehört zur Gemeinde Minard (An Mhin Aird) im County Kerry in Irland. 
Es gibt hier eine Reihe von drei Menhiren, von denen zwei Oghamsteine sind, die Inschriften tragen. Der nördliche der beiden Steine, ist ein 40 cm dicker, 0,8 m hoher, sauber gerundeter Geröllstein. Er trägt die Inschrift: GOSSUCTTIAS. Der andere Oghamstein ist auch ein Geröllstein, der aber wie ein Menhir aussieht, da er in Längsrichtung gespalten wurde. Der Stein ist 0,8 m hoch, 0,45 m breit und 0,24 m dick. Auf der Südseite steht die Inschrift: GAMICUNAS.